# A. J. Burnett
Allan James „A. J.“ Burnett (* 3. Januar 1977 in North Little Rock, Arkansas) ist ein ehemaliger US-amerikanischer Baseballspieler.

## Biografie

### Minor Leagues
Burnett wurde in der achten Runde des MLB Drafts 1995 von den New York Mets ausgewählt. Nach drei Jahren im Farmsystem der Mets wurde er nach der Saison 1997 zu den Florida Marlins transferiert. Dort spielte er zwei Jahre bei den Kane County Cougars und beim AA-Team Portland Sea Dogs.

### Florida Marlins
Obwohl Burnett bei den Portland Sea Dogs nur einen ERA von 5.52 und ein Win-Loss-Verhältnis von 6-12 erreicht hatte, wurde er während der Saison zu den Florida Marlins in die Major League berufen und hatte sein MLB-Debüt am 17. August 1999 gegen die Atlanta Braves. Nachdem er die Saison 2000 nur zum Teil bei den Marlins verbracht hatte, spielte er 2001 seine erste volle Saison für das Team aus Florida. Am 12. Mai 2001 gelang ihm gegen die San Diego Padres ein No-Hitter, bei dem er neun Walks zuließ und sieben Strikeouts erzielte. Die Marlins gewannen das Spiel 3:0. Es war der 203. No-Hitter seit 1900 und der dritte in der Geschichte der Florida Marlins (nach Al Leiter 1996 und Kevin Browne 1997). Insgesamt reichte es in dieser Saison für ein Win-Loss-Verhältnis von 11-12 und einen ERA von 4.05. In der darauffolgenden Saison verbesserte sich sein ERA auf 3.30 bei 12 Siegen und 203 Strikeouts. Sein Fastball war mit durchschnittlichen 94,9 mph der schnellste aller Major-League-Starter. 2003 konnte Burnett nur vier Starts zum Beginn der Saison absolvieren; anschließend musste er sich der Tommy John Surgery unterziehen. Er kehrte im Juni 2004 zu den Marlins zurück und trat in 19 Spielen als Starter an. 2005 war das letzte Jahr, bevor Burnett zum Free Agent wurde. Nach schwachem Start (W-L 5-6) gelangen ihm sieben Siege in Folge, die von sechs verlorenen Spielen gefolgt wurden. Zum Schluss standen 12 Siegen bei ebenso viel verlorenen Spielen und ein ERA von 3.44 zu Buche. Nach öffentlich geäußerter Kritik an Management und Trainern wurde er am 27. September 2005 aufgefordert, das Team zu verlassen. Ein neuer Vertrag wurde ihm von den Marlins nicht mehr angeboten.

### Toronto Blue Jays

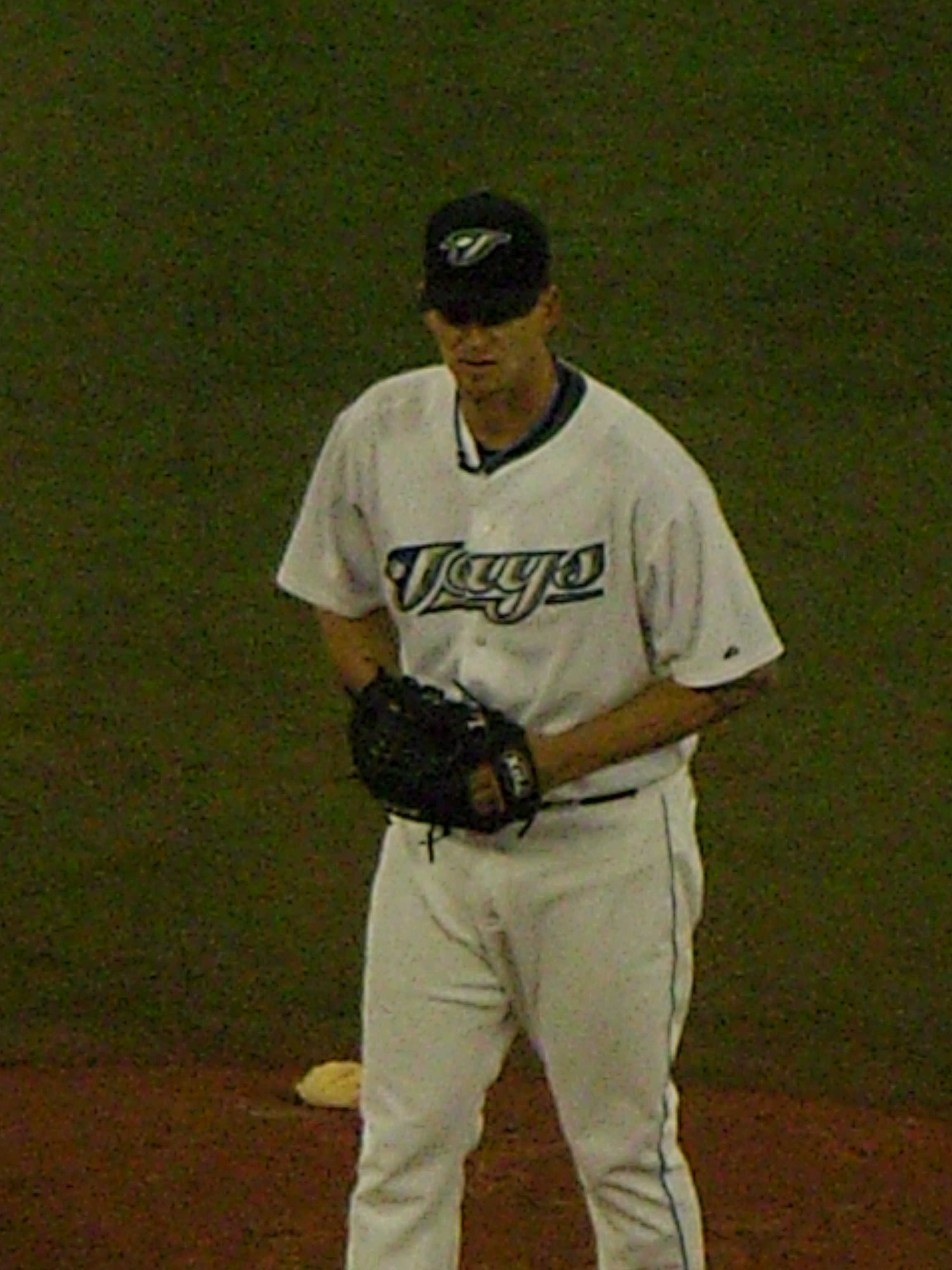
Burnett als Pitcher der Toronto Blue Jays (2008).

Am 6. Dezember 2005 unterschrieb Burnett für 55 Mio. US-Dollar einen Fünf-Jahres-Vertrag bei den Toronto Blue Jays. Wegen einer Verletzung startete er erst Mitte April 2006 in seine erste Saison bei den Blue Jays. Nach nur einem Spiel wurde er für mehr als zwei Monate auf die Verletztenliste gesetzt. Dennoch konnte er im Verlauf der Saison 10 Spiele mit einem ERA von 3,98 gewinnen. 2007 verpasste er wegen zweier Verletzungen 48 Spiele, konnte insgesamt aber an seine Leistungen aus dem Vorjahr anknüpfen (10-8, ERA 3.75). 2008 zeigte er sehr gute Leistungen und führte die AL mit 231 Strikeouts und 34 Starts an. Er erzielte 18 Siege und einen ERA von 4.07.

### New York Yankees
Nach Schluss der Saison 2008 machte Burnett von der ihm vertraglich eingeräumten Option Gebrauch und verließ die Florida Marlins vorzeitig. Im Dezember 2008 unterschrieb er bei den New York Yankees einen Fünf-Jahres-Vertrag über 82,5 Mio. US-Dollar. Sein Debüt als Yankee war am 9. April 2009 in einem Spiel gegen die Baltimore Orioles im Oriole Park at Camden Yards. In seinem elften Saisonspiel gegen die Texas Rangers wurde der First Baseman der Yankees, Mark Teixeira, zweimal vom Pitcher der Rangers, Vincente Padilla, getroffen. Burnett warf im fünften Inning den Ball über den Kopf des Rangers-Spielers Nelson Cruz und wurde für diese Geste für sechs Spiele gesperrt; die Sperre wurde später auf fünf Spiele verkürzt. Am 20. Juni 2009 gelang ihm in einem Spiel gegen die Florida Marlins ein sog. immaculate Inning: Er erreichte drei Strikeouts in einem Inning mit nur neun Pitches – eine Leistung, die vor ihm nur von 39 Pitchern gezeigt worden ist. Im Oktober 2009 machte Burnett sein erstes Spiel in der Postseason. Sein erster Start in der World Series 2009  folgte in Spiel zwei gegen die Philadelphia Phillies, das er gewinnen konnte (sieben Innings, neun Strikeouts, nur ein Run). Er war auch in Spiel fünf Starting Pitcher.
In der  Saison 2010  legte Burnett einen starken Start mit 6-2 hin. Im Juni konnte er hingegen kein Spiel gewinnen. Er beendete die Saison mit 10 Siegen und 15 Niederlagen. In der Saison 2011 verbuchte Burnett 11 Siege und 11 Niederlagen.

### Philadelphia Phillies
Am 16. Februar 2014 unterzeichnete Burnett einen Ein-Jahres-Vertrag mit den Philadelphia Phillies über 15 Millionen Dollar.

## Privatleben
Burnett lebt in Monkton, Maryland. Zusammen mit seiner Frau Karen hat er zwei Kinder: Ashton und Allan jr.